# Gerardo D'Ambrosio
Gerardo D'Ambrosio (Santa Maria a Vico, 29 de noviembre de 1930 – Milán 30 de marzo de 2014) fue un magistrado y político italiano.
D'Ambrosio se graduó en derecho en Nápoles en 1952. En 1957, fue asignado al Ministerio Público en el Juzgado de Nola, luego fue trasladado al Juzgado de Voghera, y finalmente a Milán; allí D'Ambrosio juzgó la investigación criminal del atentado de Piazza Fontana, y fue fiscal en el juicio Banco Ambrosiano, entre otras cosas. En 1989, fue elegido para dirigir el departamento contra el crimen organizado y desde 1991 dirigió el departamento especial cubriendo crímenes contra la administración pública. En 1992 entró en el grupo de magistrados de Manos Limpias lo que le dio una gran notoriedad.
Desde 1999, fue el jefe del Ministerio Público hasta su jubilación en 2002. Posteriormente fue senador por dos mandatos, con los Demócratas de Izquierda y luego con el Partido Democrático. Murió por un fallo cardiorrespiratio.